# Sebring International

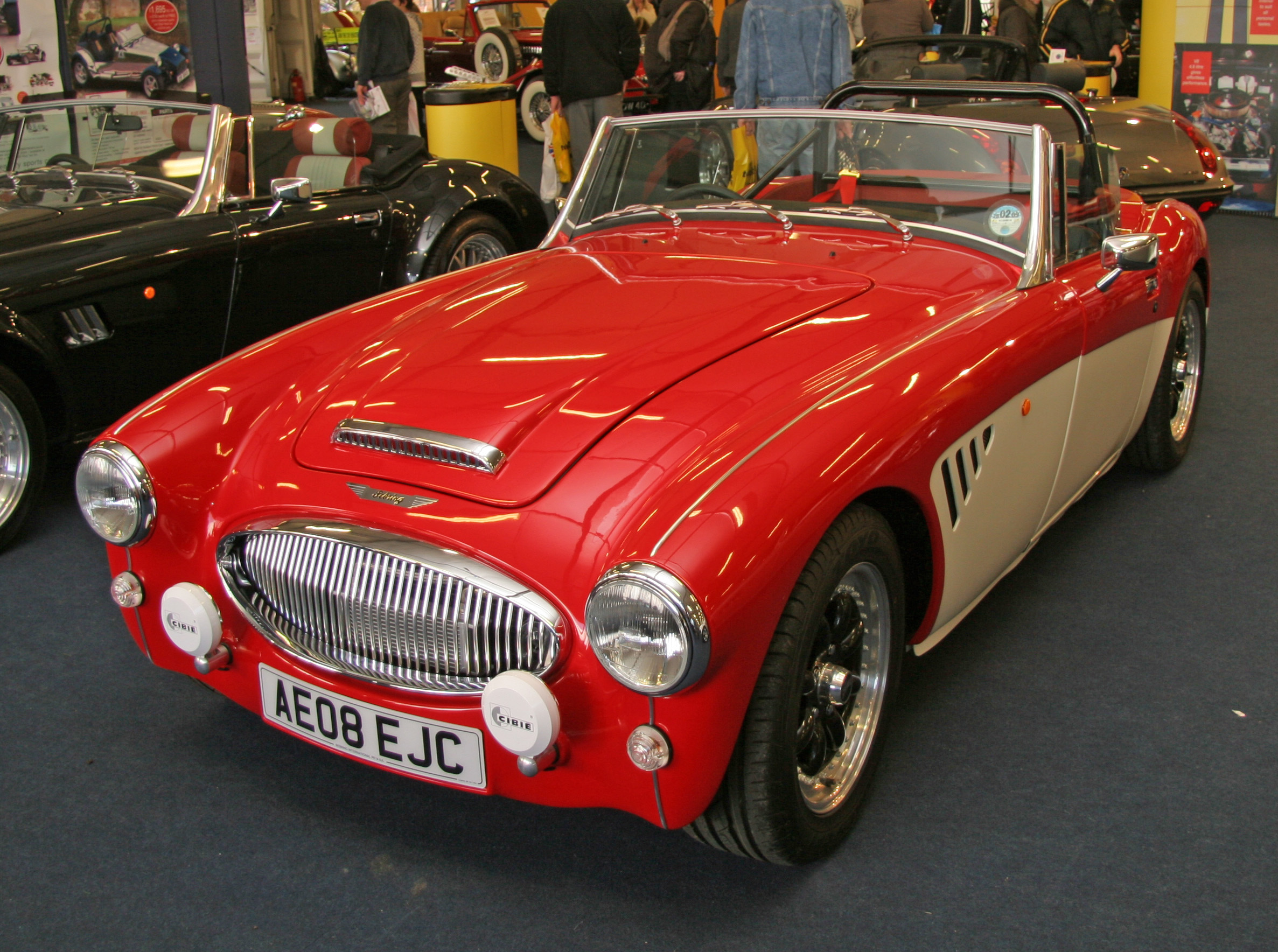
Sebring SX

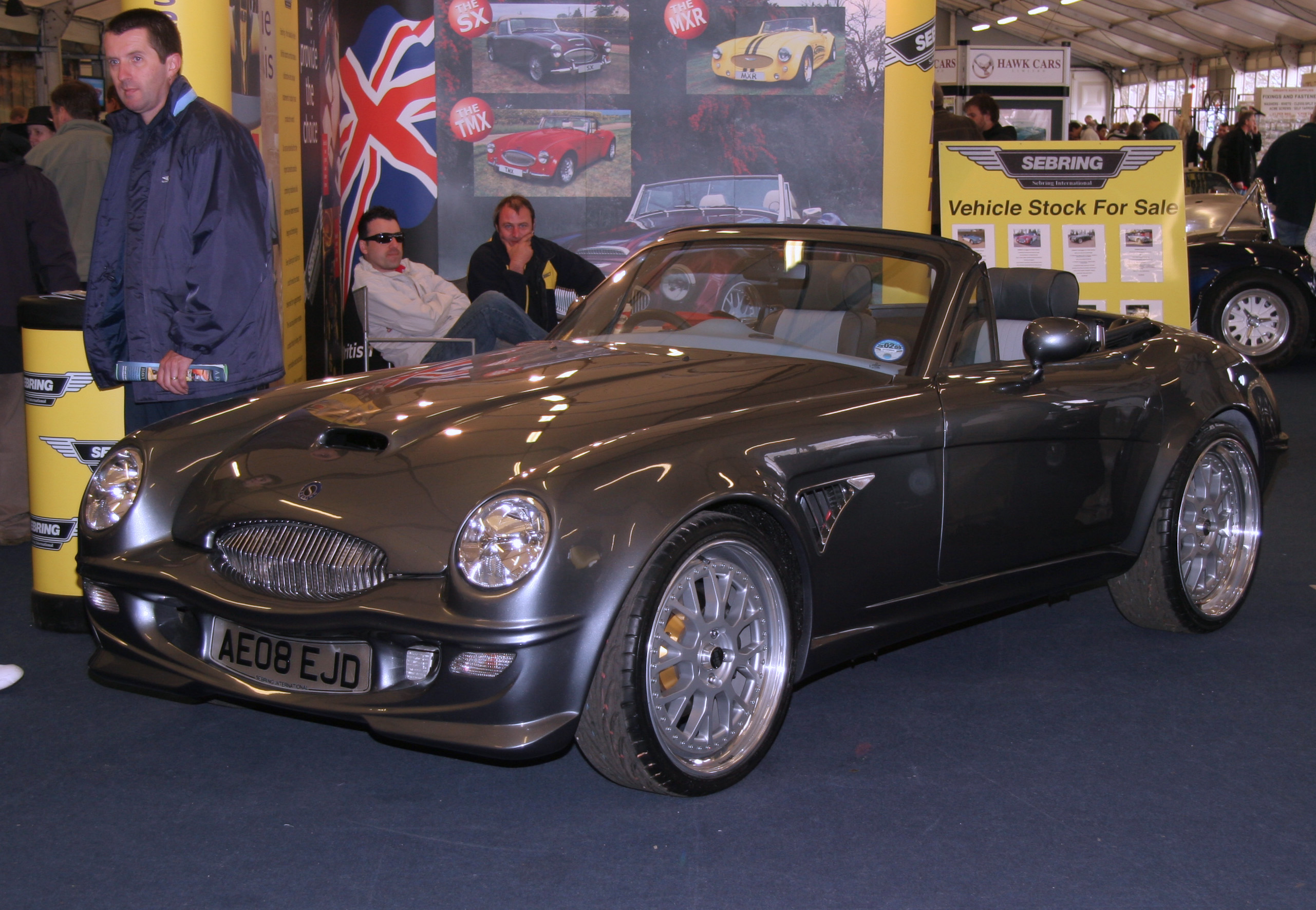
Sebring Exalt

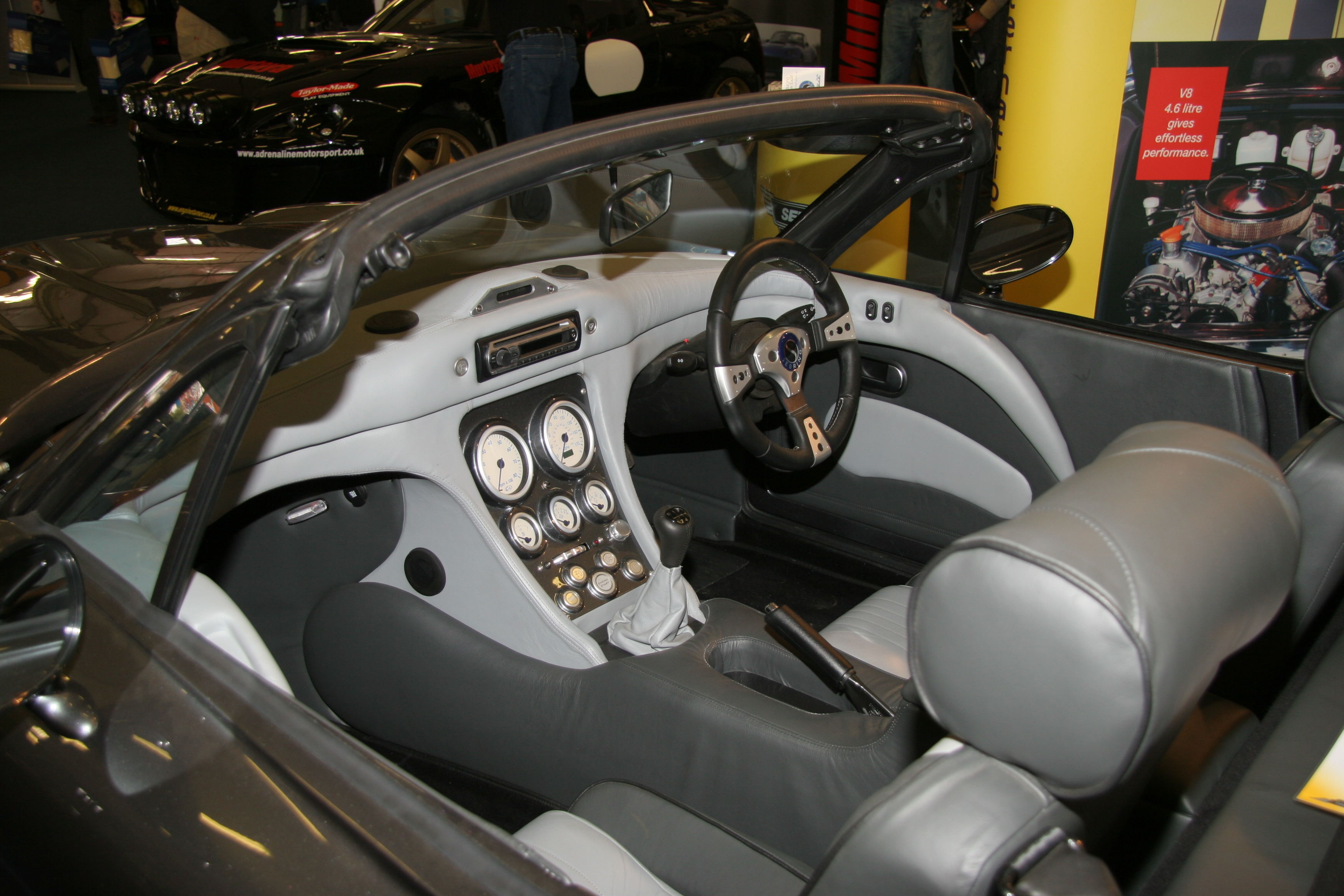
Innenraum eines Sebring Exalt

Sebring International, vorher Classic Roadsters und Sebring Cars, war ein britischer Hersteller von Automobilen. Der Name war eine Reverenz vor dem 12-Stunden-Rennen von Sebring.

## Unternehmensgeschichte
Martin Williamson, Rodney Rushton und John Batchelor gründeten 1990 das Unternehmen Classic Roadsters in Sunbury-on-Thames in der Grafschaft Surrey. Sie begannen zunächst mit dem Import und wenig später mit der Produktion von Automobilen und Kits. Der Markenname lautete Sebring. 1991 wurde es in Sebring Cars umbenannt. Später übernahm John Butcher das Unternehmen, und 1995 Rob und Paul McMillan. Danach befand sich der Unternehmenssitz in Three Holes bei Wisbech in Cambridgeshire. 2003 übernahm Martin Reynolds das Unternehmen und benannte es in Sebring International um. Danach leitete Phil Overall das Unternehmen. Standort war Cheltenham in Gloucestershire. Insgesamt entstanden über 400 Fahrzeuge. 2019 wurde das Unternehmen aufgelöst.

## Fahrzeuge
Im Angebot standen Nachbildungen des Austin-Healey 3000 in verschiedenen Variationen. Die Basis bildete ein Leiterrahmen. Darauf wurde eine offene Karosserie montiert. Verschiedene Vierzylindermotoren und V6-Motoren von Ford, Reihen-Sechszylindermotoren von Nissan sowie V8-Motoren von Chevrolet und Rover trieben die Fahrzeuge an.
Das erste Modell SX ähnelte mit seiner schmalen Karosserie dem Vorbild am meisten. Viele Teile kamen in der Vergangenheit vom Ford Granada. Davon entstanden etwa 200 Fahrzeuge.
Der ab 1992 hergestellte MX mit einer etwas breiteren Karosserie war mit etwa 150 verkauften Exemplaren ähnlich erfolgreich.
Der TMX erschien 1995. Er hatte eine noch breitere Karosserie, ausgestellte Radhäuser und mehr Chrom. Er fand etwa 25 Käufer.
Der MXR entsprach MX und TMX, hatte aber weniger Chrom. Auch von diesem Modell entstanden etwa 25 Exemplare.
Der 2006 präsentierte ZX war wesentlich sportlicher ausgelegt. Er hatte einen V8-Motor von Ford und fand etwa vier Käufer.
Mark van Driel und Chris Hollier entwarfen 2007 den Exalt. Die Front war gegenüber den anderen Modellen stark überarbeitet und nicht mehr als ein Austin-Healey erkennbar. Von diesem Modell entstanden etwa zehn Exemplare.